# Tibor Frešo
Tibor Frešo (20 novembre 1918, Spišský Štiavnik – 27 juillet 1987, Piešťany) est un compositeur et chef d'orchestre slovaque.

## Biographie
Dans les années 1934-1940 il étudie la musique à l'Académie de Bratislava. Ses professeurs sont Alexander Moyzes pour la composition, Jozef Vincourek pour la direction d'orchestre, Anna Kafendova pour le piano. Pendant les dernières années d'études, il travaille comme éditeur de musique, pianiste et directeur musical du Radiojournal de Bratislava. En sortant de l'Académie Bratislava, il se rend à Rome pour étudier à l'Academia di Regia Santa Cecilia. Après son retour d'Italie, il devient chef d'orchestre au Théâtre national slovaque de 1942 à 1949. Puis il devient le directeur artistique de l'opéra à Kosice où il reste jusqu'en 1952. Après son retour à Bratislava, (1952-1953), il sert comme chef d'orchestre principal de l'Orchestre philharmonique slovaque. Après 1953, il travaille au Théâtre national slovaque, d'abord comme chef d'orchestre et plus tard comme chef d'orchestre et directeur artistique de l'Opéra.